# Gonçalo Pires Bandeira da Gama
Gonçalo Pires Bandeira da Gama e Melo (Viseu, Torredeita, 10 de Dezembro de 1818 - ?) foi um político português.

## Biografia
Filho de Tomás António de Pinho da Silva da Gama e Melo (1780 - 1826) e de sua mulher e prima Clara Luísa Ermelinda Bandeira da Gama e Melo (Viseu, Torredeita, 2 de Março de 1795 - 1871).
Descendente de Gonçalo Pires Bandeira, Escudeiro de D. João II de Portugal, que se notabilizou na Batalha de Toro, sendo, por isso, nobilitado.
Foi eleito Deputado para a Legislatura de 1853-1856 pelo Círculo Eleitoral de Viseu, mas não chegou a apresentar-se no Parlamento.